# Zbigniew Maciąg
Zbigniew Antoni Maciąg (ur. 24 lipca 1944 w Dąbrowie woj. świętokrzyskie) – polski prawnik i nauczyciel akademicki, doktor habilitowany nauk prawnych, konstytucjonalista, niemcoznawca oraz politolog. Współzałożyciel oraz w latach 2002–2005 rektor Krakowskiej Szkoły Wyższej im. Andrzeja Frycza Modrzewskiego, profesor nadzwyczajny tej uczelni.

## Życiorys
Ukończył Szkołę Podstawową Nr 5 i Liceum Ogólnokształcące Nr 1 w Starachowicach. Odbył studia prawnicze na Wydziale Prawa Uniwersytetu Jagiellońskiego, w trakcie których był stypendystą Prokuratury Generalnej. Tytuł magistra prawa oraz stopnie naukowe doktora (1977) i doktora habilitowanego (1998) uzyskał na Wydziale Prawa i Administracji Uniwersytetu Jagiellońskiego. Ukończył również aplikację sędziowską i jest radcą prawnym.
Pracę zawodową jako nauczyciel akademicki rozpoczął w Zakładzie Nauk Społecznych Akademii Medycznej w Krakowie i kontynuował ją w Katedrze Prawa Państwowego (później Konstytucyjnego) Instytutu Nauk Politycznych Uniwersytetu Jagiellońskiego.
W ramach wykonywanych obowiązków prowadził wykłady, ćwiczenia, proseminaria, seminaria i konwersatoria. W szczególności organizował i prowadził w Wiedniu, Bochum i Krakowie polsko-niemieckie seminaria studentów wspólnie z Uniwersytetem w Bochum i Monachijskim Centrum Studiów Problemów Wschód-Zachód.
W okresie pracy w Uniwersytecie Jagiellońskim pełnił szereg funkcji, w tym zwłaszcza w latach 1996–1999 był członkiem Rady Głównej Szkolnictwa Wyższego.
Współzakładał Krakowską Szkołę Wyższą im. Andrzeja Frycza Modrzewskiego (obecnie: Akademię; skrót: KAAFM) pełniąc w latach 2000–2008 funkcję członka Zarządu Krakowskiego Towarzystwa Edukacyjnego – sp.z o.o. Jest członkiem Rady Wydawniczej KAAFM i był członkiem rady wydawniczej angielskiego czasopisma naukowego Managerial Law. W latach 2001 do 2002 był prorektorem, a następnie do 2005 rektorem Krakowskiej Szkoły Wyższej im. Andrzeja Frycza Modrzewskiego. W tym też czasie pełnił funkcję Przewodniczącego Kolegium Rektorów Uczelni Niepublicznych Małopolski. W 2003 rozwiązał stosunek pracy z Uniwersytetem Jagiellońskim i skoncentrował się na pracy w Krakowskiej Akademii. Obecnie jest w tej Uczelni dyrektorem Instytutu Prawa Publicznego i kierownikiem Katedry Prawa Konstytucyjnego, a także członkiem Kolegium Rektorskiego i Senatu.

## Działalność naukowo-dydaktyczna
Jego działalność dydaktyczna obejmuje prawo państwowe, prawo konstytucyjne, współczesne ustroje państw demokratycznych, zasady tworzenia prawa, zasady państwa demokratycznego, prawnego i socjalnego, systemy partyjne, grupy interesu, związki zawodowe, systemy polityczne państw współczesnych. Na tej problematyce koncentrował też swoje zainteresowania naukowe.
Poza Uniwersytetem Jagiellońskim działalność badawczą prowadził w Instytucie Nauk o Państwie i Prawie Uniwersytetu Warszawskiego, Instytucie Zachodnim w Poznaniu oraz w ramach Zespołu Parlamentaryzmu Współczesnego Uniwersytetu Warszawskiego. Był autorem ekspertyz dla Sejmu, Senatu, Urzędu Rady Ministrów, Ministerstwa Sprawiedliwości, Ministerstwa Spraw Zagranicznych i Ministerstwa Edukacji Narodowej
W ramach stypendium Uniwersytetu w Erlangen-Norymberdze prowadził badania problematyki mediów w RFN. Otrzymał także stypendia naukowe Fundacji Alexandra von Humboldta i Fundacji Roberta Boscha na uniwersytetach w Getyndze i Bonn oraz stypendia naukowe z Austriackiego Stowarzyszenia Naukowo-Badawczego na Uniwersytecie w Salzburgu i Fundacji Hannsa Seidla w Uniwersytecie w Monachium. Deutscher Akademischer Austauschdienst (DAAD) zapewniło mu udział w międzynarodowej grupie obserwatorów przebiegu wyborów do Bundestagu w 1987 i 1990 roku.
W 1989 r. rząd RFN sfinansował jego podróż studyjną, służącą spotkaniom z reprezentantami świata polityki i gospodarki.
Brał udział w realizacji wielu programów badawczych: resortowych, Komitetu Badań Naukowych i Instytutu Zachodniego w Poznaniu oraz wynikających z umów międzynarodowych. Rezultatem tych prac było ponad 20 referatów i wystąpień wygłoszonych na krajowych i międzynarodowych zjazdach, konferencjach i seminariach naukowych organizowanych między innymi na uniwersytetach w Jenie i Lipsku, w Centrum Studiów Problemów Wschód-Zachód w Monachium, w Akademii Politycznej w Wiedniu, przez Fundację Aleksandra von Humboldta w 1991 w Sonthofen/Allgau i 1993 w Bambergu, a także wygłoszone wykłady w uniwersytetach w Getyndze, Kolonii, Kassel, Bremie, Erlangen-Norymberdze, Berlinie Zachodnim, Bochum i Bazylei.
Opublikował ponad 60 prac naukowych.

## Członkostwo w korporacjach naukowych
- Komisja Nauk Prawnych Polskiej Akademii Nauk Oddział w Krakowie
- Polskie Towarzystwo Prawa Konstytucyjnego
- Towarzystwo Naukowe Instytutu Zachodniego w Poznaniu
- Towarzystwo Naukowe Societas Humboldtiana Polonorum[2]

## Nagrody
Otrzymał nagrody od władz Uniwersytetu Jagiellońskiego i Krakowskiej Szkoły Wyższej. Dwukrotnie był laureatem nagrody Ministra Nauki, Szkolnictwa Wyższego i Techniki oraz dwukrotnie Ministra Edukacji Narodowej. Instytut Zachodni w Poznaniu nadał mu Nagrodę Naukową Zespołową II stopnia.

## Odznaczenia
- Złoty Krzyż Zasługi
- Krzyż Kawalerski Orderu Odrodzenia Polski
- Medal Komisji Edukacji Narodowej[2].

## Uroczystości jubileuszowe
20 października 2014 Krakowska Akademia im. Andrzeja Frycza Modrzewskiego zorganizowała uroczystości jubileuszu 45-lecia jego pracy naukowej i dydaktycznej. Przyjęły one kształt konferencji naukowej pt. „Państwo demokratyczne, prawne i socjalne – społeczeństwo, polityka, gospodarka”. Jubilatowi wręczono poświęcony mu wielotomowy zbiór studiów naukowych pt. Państwo demokratyczne, prawne i socjalne. Laudację wygłosił prof. Bogusław Banaszak.

## Publikacje
1. Kształtowanie zasad państwa demokratycznego, prawnego i socjalnego w Niemczech (do 1948 r.), Białystok 1998, s. 485.
2. System partyjny Republiki Federalnej Niemiec, PWN, Warszawa 1979, s. 349.
3. Wandlungen in der Bestimmung der Rechtsstellung des Bürgers in der Volksrepublik Polen, „Archivum Iuridicum Cracoviense” XVIII 1985, s. 121–141.
4. Kontinuität und Wandel in der polnischen Verfassungsordnung, „Jahrbuch für Ostrecht XXVII”, 1/1986 s. 9–40.
5. Podstawowe kierunki przeobrażeń programowych głównych partii politycznych w RFN, „Przegląd Zachodni” Nr 3/1987, s. 87–110.
6. Bürokratie, Parteien, Gesellschaft in Polen, „Der Staat” 1/1988 s. 129–138.
7. Funkcje opozycji w systemie politycznym RFN, w: Idee – państwo – prawo, red. nauk Jacek M. Majchrowski, „Zeszyty Naukowe UJ – Prace z Nauk Politycznych” Z. 28/1991 Kraków s. 179–191.
8. Zusammenhänge der Rechtsentwicklung in Deutschland und Polen, „Der Staat”, 31 Band 1992 Heft 3. s. 454–462.
9. Probleme bei der Übersetzung von Rechtsakten und rechtswissenschaftlichen Literatur aus der deutschen in die polnische Sprache, w: Übersetzen, verstehen, Brücken bauen, Hrsg. A.P. Frank, K–J. Maass, F. Paul, H. Turk, Berlin 1993, s. 321–335.
10. Polen auf dem Weg zu einem europäischen demokratischen Rechtsstaat (mit englischen Summary), „Jahrbuch für Ostrecht” 1. Halbband, Band XXXV, 1994, s. 11–25.
11. Probleme der Anpassung der polnischen Verfassungsordnung an europäische Standards. w: Europäische Integration und nationale Rechtskulturen, Hrsg. Ch. Tomuschat, H.Kötz, B.v. Maydell, Köln – Berlin – Bonn – München 1995 s. 181–194.
12. Idee państwa demokratycznego, prawnego i socjalnego w prawie międzynarodowym, „Ad Meritum” Nr 4/1996 s. 20–35.
13. Zasady i instytucje konstytucyjne we współczesnych państwach rozwiniętego konstytucjonalizmu, w: Konstytucjonalizacja zasad i instytucji ustrojowych, red. nauk. P. Sarnecki, Warszawa 1997, s. 59–84.
14. Zur Rechtswidrigkeit von Männerquoten – Aus Spruchpraxis des Verfassungsgerichts in Polen, „Demokratie und Recht” 4/1988 s. 436–445.
15. Stosowanie Konstytucji RP a problem niewykonywania wyroków Trybunału Konstytucyjnego, w: Stosowanie Konstytucji RP z 1997 roku – doświadczenia i perspektywy. Międzynarodowa Konferencja Naukowa, red. nauk., Kraków 2006, s. 273–281[2]
16. European Constitution and National Constitutions ed. Z. Maciąg, Krakow Society for Education – AFM Publishing House, Kraków 2009
17. Samorząd zawodowy radców prawnych a wolność wykonywania zawodu, w: Ustroje, tradycje i porównania, pod red. Piotra Mikulego, Andrzeja Kuliga, Janusza Karpa, Grzegorza Kucy, Wydawnictwo Sejmowe, Warszawa 2015, s. 146